# Araneus hui
Araneus hui är en spindelart som beskrevs av Hu 200. Araneus hui ingår i släktet Araneus och familjen hjulspindlar. Inga underarter finns listade i Catalogue of Life.